# Ruta de Illinois 31
La Ruta de Illinois 31, y abreviada IL 31 (en inglés: Illinois Route 31) es una carretera estatal estadounidense ubicada en el estado de Illinois. La carretera inicia en el sur desde la US 34     en Oswego hacia el norte en la US 12     en Richmond. La carretera tiene una longitud de 94 km (58.41 mi).

## Mantenimiento
Al igual que las autopistas interestatales, y las rutas federales y el resto de carreteras estatales, la Ruta de Illinois 31 es administrada y mantenida por el Departamento de Transporte de Illinois por sus siglas en inglés IDOT.